# Metacritic
Metacritic je ameriška spletna stran, ki zbira ocene kritikov video iger, filmov, TV-serij, knjig in albumov, objavljenih v drugih medijih. Po posebni formuli izračuna povprečje ocen in nato po tem kriteriju razvršča ta dela. Povprečje, ki se izraža v odstotkih, spletna stran zaokroži v eno od barv na barvni lestvici (rdečo, rumeno ali zeleno), ki predstavlja njeno oceno konsenza kritikov o določenem delu. Ta je predvsem v industriji video iger vplivna mera kakovosti, ki neposredno vpliva na prodajo (prve ocene kritikov so na tem področju objavljene še preden je naslov v prodaji). Poleg tega Metacritic zbira tudi glasove prijavljenih uporabnikov in primerja njihovo oceno z oceno kritikov.
Za vsako področje ima spletna stran seznam medijev, iz katerih povzema recenzije. V primerih, ko ocena ni toliko natančna (npr. samo med 1 in 5) ali je samo opisna, jo uredniki pretvorijo v odstotke po lastni presoji in izračunajo obteženo povprečje, s katerim dajo recenzijam v uglednejših medijih večji vpliv na rezultat. Natančna formula ni javna.
Stran so leta 2001 ustanovili Marc Doyle, Julie Doyle Roberts in Jason Dietz kot konkurenco nekoliko starejšemu in filmom posvečenemu spletišču Rotten Tomatoes, ki bi pokrivala širše področje. Čez nekaj let so jo prodali podjetju CNET Networks, ki ga je kasneje prevzel CBS Interactive (podružnica korporacije CBS Corporation). Pod CBS Interactive sodi tudi sorodna spletna stran GameRankings, ki se osredotoča na video igre.